# Ядерное вооружение Индии
Причин для желания обладать ядерным оружием у Индии было две — потенциальная угроза со стороны ядерного Китая, стремящегося стать региональным лидером и имеющего общую границу с Индией, и острая конфронтация Индии с Пакистаном, неоднократно (в 1947—1948, 1965, 1971 гг.) приводившая к вооруженным конфликтам.

## Развитие ядерной энергетики
В 1955 году началось сооружение с британской помощью первого индийского реактора, 1-мегаватного исследовательского реактора «Апсара». В сентябре 1955 года Канада согласилась поставить Индии мощный 40-мегаваттный исследовательский реактор. Немного позже, согласно программе администрации Эйзенхауэра «Мирный атом» США согласились поставить 21 тонну тяжелой воды для него в феврале 1956 года, таким образом сложилось название реактора «Cirus» — Canada-India Reactor, U.S. Реактор имел такую конструкцию, что идеально подходил для производства оружейного плутония и обладал большими исследовательскими возможностями, на нём можно было производить достаточно плутония для одной — двух бомб в год.

## Разработка ядерного оружия

### Испытания
- В 08.05 18 мая 1974 года Индия произвела своё первое (тайное) испытание ядерного оружия. Операция «Улыбающийся Будда»;
- Вторая серия испытаний ядерного оружия была проведена в 1998 году (операция «Шакти»);

В начале 1990-х годов Индия была отнесена мировым сообществом к категории стран, неофициально обладающих ядерным оружием.
|            | Улыбающийся Будда                                           |
| ---------- | ----------------------------------------------------------- |
| Испытание  | Smiling Buddha                                              |
| Время      | 8:05 18 May 1974 (IST)                                      |
| Место      | Покхран, пустыня Тар, Раджастхан 27.095 с. ш., 71.752 в. д. |
| Тип взрыва | подземный, −107 м                                           |
| Заряд      | 8 кт (12-13 кт заявлялось)                                  |

Shakti I Двухступенчатое термоядерное устройство с термоядерным усилением первичного заряда, предназначено для боеголовок ракет мощность тестового заряда 45 кт, 200 кт полный заряд.
|            | Shakti                                                                                 |
| ---------- | -------------------------------------------------------------------------------------- |
| Испытание  | Shakti I                                                                               |
| Время      | 15:47:07 11 May 1998 (IST); 10:17:07 UCT (Инд. прав-во), 10:13:42 UCT (USGS)           |
| Место      | Покхран, 27.0716 с. ш., 71.7612 в. д. maps.google.com. Дата обращения: 16 ноября 2019. |
| Тип взрыва | Подземное, глубже 200 м                                                                |
| Заряд      | 30 кт (22-30 кт возможн. диапазон; 43-45 кт заявлялось)                                |

Shakti II Легкая тактическая бомба/боеголовка деления, расчетный заряд 12 кт
|            | Shakti                                                                                 |
| ---------- | -------------------------------------------------------------------------------------- |
| Испытание  | Shakti II                                                                              |
| Время      | 15:47:07 11 May 1998 (IST);10:17:07 UCT (Инд. прав-во), 10:13:42 UCT (USGS)            |
| Место      | Покхран, 27.0716 с. ш., 71.7612 в. д. maps.google.com. Дата обращения: 16 ноября 2019. |
| Тип взрыва | Подземное, глубже 150 м                                                                |
| Заряд      | 12 кт                                                                                  |

Shakti III Экспериментальный заряд деления, по сообщениям изготовлен из реакторного плутония.
Вероятно проект с термоядерным усилением без термоядерного топлива, 0,3 кт расчетный заряд.
|            | Shakti                                                                                 |
| ---------- | -------------------------------------------------------------------------------------- |
| Испытание  | Shakti III                                                                             |
| Время      | 15:47:07 11 May 1998 (IST);10:17:07 UCT (Инд. прав-во), 10:13:42 UCT (USGS)            |
| Место      | Покхран, 27.0716 с. ш., 71.7612 в. д. maps.google.com. Дата обращения: 16 ноября 2019. |
| Тип взрыва | Подземное                                                                              |
| Заряд      | 0.3 кт                                                                                 |

- Shakti IV 0.5 кт экспериментальное изделие
- Shakti V 0.2 кт экспериментальное изделие

|            | Shakti                                                                                 |
| ---------- | -------------------------------------------------------------------------------------- |
| Испытание  | Shakti IV и V                                                                          |
| Время      | 12:21 13 May 1998 (IST);6:51 13 May 1998 (UCT)                                         |
| Место      | Покхран, 27.0716 с. ш., 71.7612 в. д. maps.google.com. Дата обращения: 16 ноября 2019. |
| Тип взрыва | Два взрыва, оба неглубоко под землей                                                   |
| Заряд      | 0.1 кт каждый (0.5 кт и 0.3 кт заявлены)                                               |

Shakti VI Не сработало

По оценкам экспертов, в настоящее время Индия имеет 90—110 ядерных зарядов в боеготовом состоянии, а также определённое количество готовых комплектующих компонентов, достаточных для производства 50—90 ядерных боезарядов.

## Средства доставки
Основными средствами доставки ядерных зарядов Индия имеет :
- Баллистические ракеты малой дальности «Агни-I» (700 км);
- Баллистические ракеты средней дальности «Агни-II» (2500 км);
- Баллистические ракеты средней дальности «Агни-III» (3500 км);
- Межконтинентальние баллистические ракеты «Агни-IV» (4000) и «Агни-V» (~8000 км);
- БРПЛ К-15 «Сагарика» на подводных лодках класса «Арихант»;
- Многоцелевые самолёты Су-30МКИ и Dassault Mirage 2000.